# Gabriel Ulldahl
Gabriel Ulldahl (* 24. Oktober 1988) ist ein schwedischer Badmintonnationalspieler. 

## Karriere
Nach acht Titeln im Nachwuchsbereich erkämpfte sich Gabriel Ulldahl national bei den Erwachsenen im Herrendoppel mit Oskar Kruse seine erste Medaille bei den schwedischen Meisterschaften, als er 2010 Bronze gewann. Im Jahr zuvor startete er bei der Weltmeisterschaft und wurde 33. Bei der Junioren-Europameisterschaft 2007 hatte er bereits Silber gewonnen. Bei den Irish International 2008 stand er im Viertelfinale.

## Sportliche Erfolge
| Veranstaltung | Saison                            | Disziplin    | Platz | Name                                                                   |
| ------------- | --------------------------------- | ------------ | ----- | ---------------------------------------------------------------------- |
| 2002/2003     | Schweden: Einzelmeisterschaft U15 | Mixed        | 1     | Gabriel Ulldahl / Natalie Eriksson (Vänersborg)                        |
| 2002/2003     | Schweden: Einzelmeisterschaft U15 | Herreneinzel | 1     | Gabriel Ulldahl (Vänersborg)                                           |
| 2004/2005     | Schweden: Einzelmeisterschaft U17 | Herreneinzel | 1     | Gabriel Ulldahl (Västra Frölunda)                                      |
| 2004/2005     | Schweden: Einzelmeisterschaft U17 | Herrendoppel | 1     | Gabriel Ulldahl / Joel Johansson-Berg (V Frölunda / Uppsala KFUM)      |
| 2005/2006     | Schweden: Einzelmeisterschaft U19 | Herreneinzel | 1     | Gabriel Ulldahl (Västra Frölunda)                                      |
| 2006/2007     | Schweden: Einzelmeisterschaft U22 | Herrendoppel | 1     | Gabriel Ulldahl / Mattias Wigardt (Västra Frölunda / Täby BMF)         |
| 2006/2007     | Schweden: Einzelmeisterschaft U19 | Herreneinzel | 1     | Gabriel Ulldahl (Västra Frölunda)                                      |
| 2006/2007     | Schweden: Einzelmeisterschaft U19 | Herrendoppel | 1     | Gabriel Ulldahl / Joel Johansson Berg (Västra Frölunda / Uppsala KFUM) |
| 2007          | Junioren-Europameisterschaft      | Herreneinzel | 2     | Gabriel Ulldahl                                                        |
| 2009          | Weltmeisterschaft                 | Herreneinzel | 33    | Gabriel Ulldahl                                                        |
| 2009/2010     | Schweden: Einzelmeisterschaft     | Herrendoppel | 3     | Gabriel Ulldahl / Oscar Kruse (Västra Frölunda)                        |
| 2012          | Spanish International             | Herreneinzel | 2     | Gabriel Ulldahl                                                        |
| 2013          | Schweden: Einzelmeisterschaft     | Herreneinzel | 1     | Gabriel Ulldahl                                                        |
| 2015          | Schweden: Einzelmeisterschaft     | Herreneinzel | 1     | Gabriel Ulldahl                                                        |